# Cała zima bez ognia
Cała zima bez ognia (fr. Tout un hiver sans feu, ang. A Long Winter without Fire) – szwajcarsko-belgijsko-polski film fabularny z roku 2004 w reżyserii Grzegorza Zglińskiego.

## Opis fabuły
Po tragicznej śmierci córki, która zginęła w pożarze, drogi jej rodziców zaczynają się rozchodzić. Laure trafia do kliniki psychiatrycznej, zaś Jean próbuje pracować i żyć normalnie. W fabryce, w której pracuje, poznaje pracującą w stołówce Labinotę, Albankę pochodzącą z Kosowa. Labinota czeka bezskutecznie na powrót swojego męża, w tym czasie opiekuje się nią jej brat, Kastriot. Dzięki Kastriotowi Jean wchodzi w środowisko kosowskich emigrantów, którzy na obczyźnie spotykają się we własnym gronie. Labinota fascynuje Jeana, z nią dzieli się swoim bólem po śmierci córki i znajduje zrozumienie, którego nie doczekał się od swojej żony. Zażyłość Jeana i Labinoty oznacza pogwałcenie zasad obowiązujących w społeczności kosowskich Albańczyków i podważenie zaufania, którym Jeana obdarzał Kastriot.

## Obsada
- Aurélien Recoing − jako Jean
- Gabriela Muskała − jako Labinota
- Marie Matheron − jako Laure
- Blerim Gjoci − jako Kastriot
- Antonio Buil - jako Aquilino
- Nathalie Boulin − jako Valerie
- Frédéric Landenberg − jako Dede
- Michel Voïta − jako Roger Mabillard
- Roland Vouilloz − jako Jojo
- Jorge Lopez − jako Ernesto
- Jean-Marie Daunas − jako Félix
- Mufide Rrahmani − jako Ana
- Visar Qusaj − jako Visar
- Bernard Kordylas − jako kierownik atelier
- Valerie Cotton − jako recepcjonistka
- Skender Kelmendi − jako muzyk
- Adnan Krasniqi − jako muzyk
- Sulejman Krasniqi - jako tancerz
- Besim Rexhai
- Gilles Tschudi

## Nagrody
- 61. MFF w Wenecji (2004)
  - Nagroda 'CinemAvvenire'
  - Nagroda SIGNIS
- MFF w Locarno (2005)
  - Alternatywna nagroda krytyki
- Szwajcarska Nagroda Filmowa (2005)
  - Najlepszy film
- Festiwal Filmowy w Łagowie (2005)
  - Brązowe Grono